# Seshote Community
Seshote Community är en gemenskap i Lesotho.   Den ligger i distriktet Leribe District, i den centrala delen av landet, 110 km öster om huvudstaden Maseru.